# Bazilikális elrendezés

Bazilika alaprajza

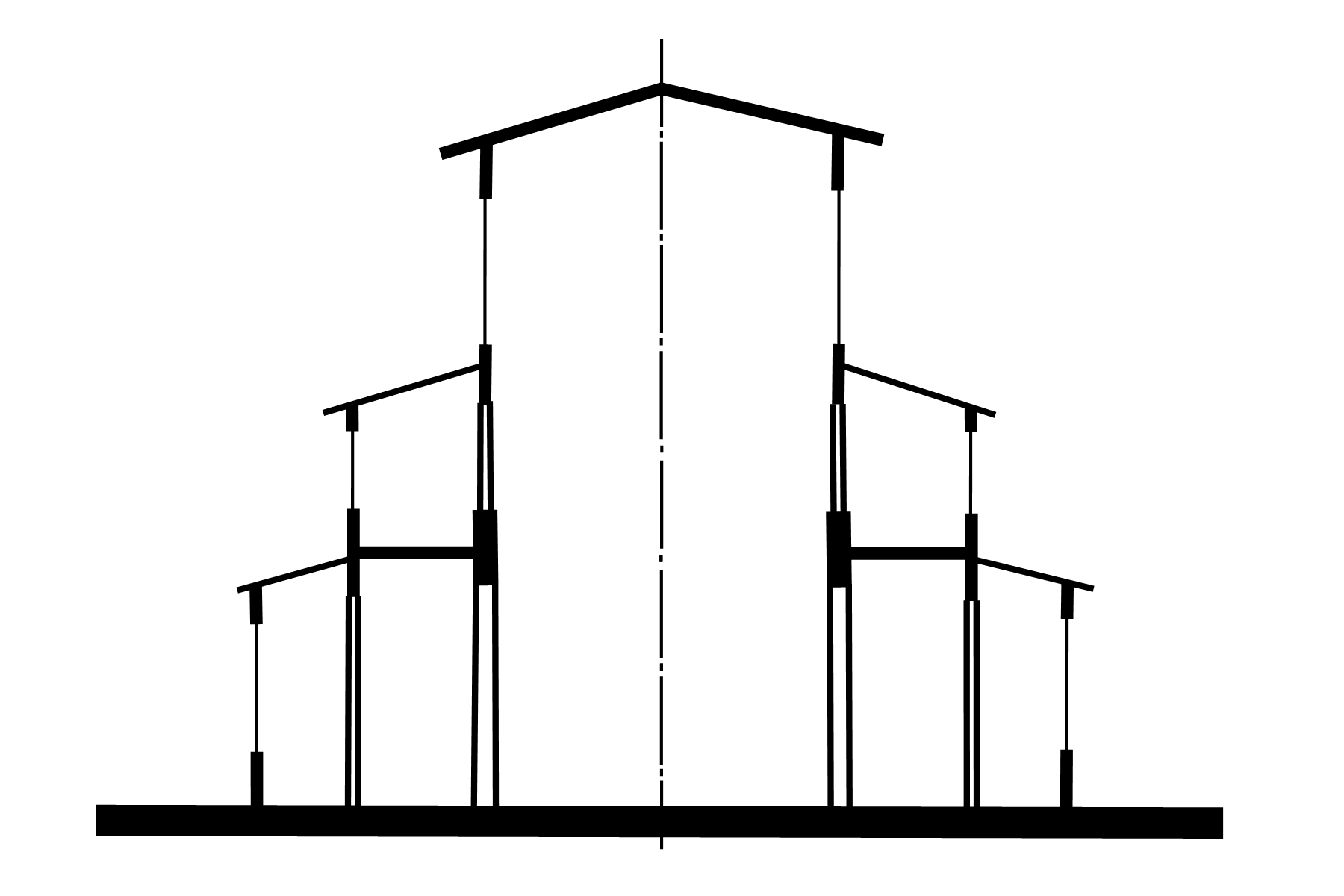
Öthajós bazilika keresztmetszete

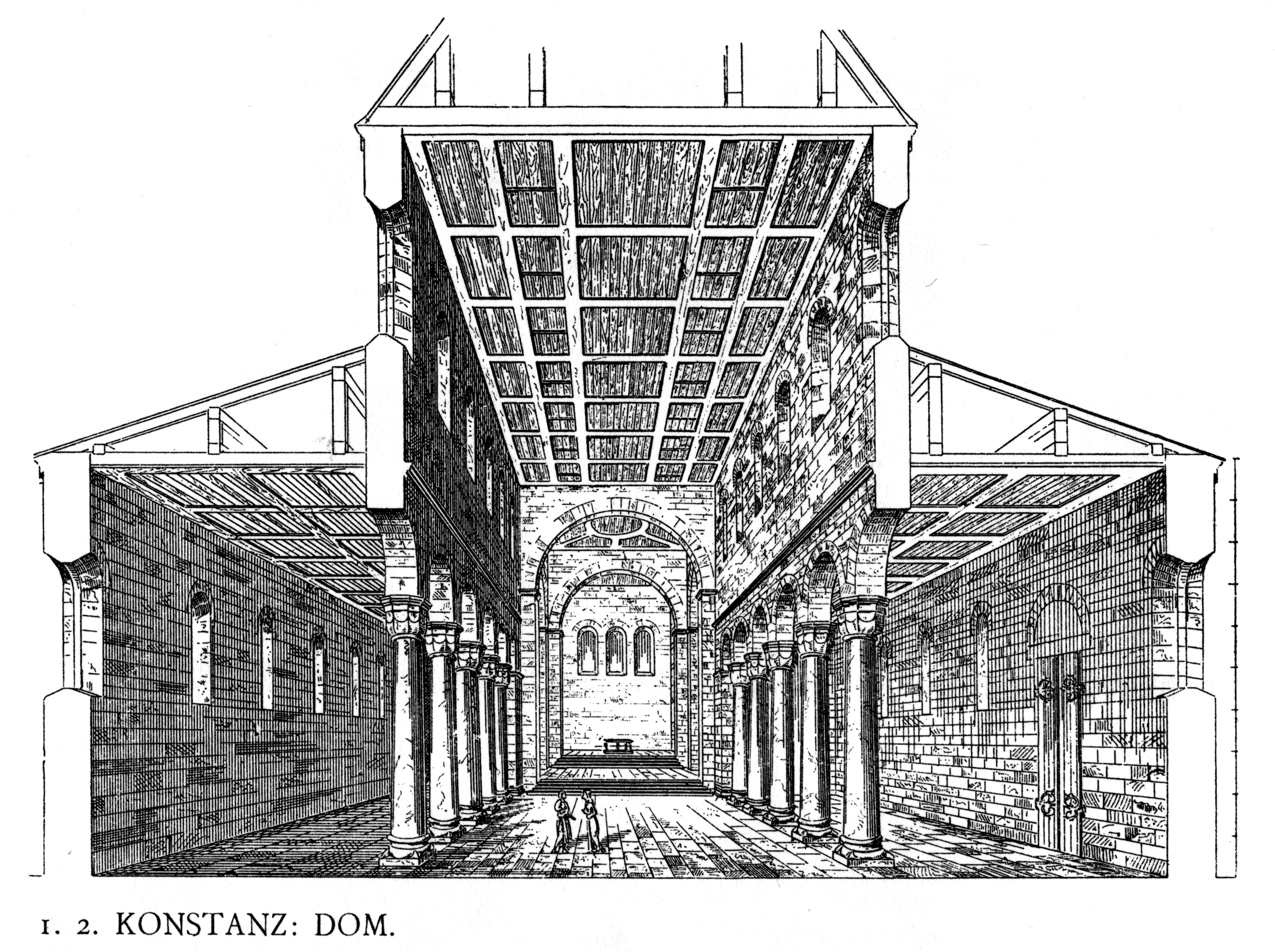
Tipikus bazilika szerkezete

A bazilikális elrendezés az ókori római vásárcsarnokokból kialakult templomok szabályos elrendezése. Lényege, hogy a főhajó magasabb a mellékhajóknál, és azt a mellékhajók teteje felett nyitott ablakok világítják meg. Építészeti elődje az ókori egyiptomi építészetben kifejlesztett hipetrális csarnok. A mellékhajók száma legtöbbször kettő, ebben az esetben a hosszház három részes, vagy lehet négy, ekkor a hosszház öt részre tagolódik. A legegyszerűbb bazilikális elrendezésű épületekben még nincs kereszthajó, viszont van apszis. 
Az ókeresztény kortól Nyugat-Európában a legtöbb templom bazilikális elrendezésű volt. Az ókeresztény építészetben a bazilika részei: főhajó, mellékhajó, négyezet, kereszthajó, apszis és átrium. A főoltárt az apszisban helyezték el, a kórusban foglalt helyet a papság, a hosszházban pedig a hívek. A főhajó falát oszlopsorból vagy pillérsorból álló árkád tartotta.  A román stílusban a bazilikális elrendezés mind kötöttebbé vált. A  főhajó hossza a négyezet (kereszthajó és a főhajó találkozása) hosszának egész számú többszöröse lett. A mellékhajók szélessége a főhajó szélességének fele. A négyezet és apszis közé ékelődött a kórus. A jóval fejlettebb építészeti ismeretekre támaszkodó gótika korában a bazilikális elrendezés némileg módosult. A mellékhajók számának megnövelésével alakult ki a hosszház, és a kereszthajóból is keresztház lett. A reneszánszban a centrális templomot tekintették ideálisnak, ezért kevés a bazilikális elrendezésű templom — viszont a barokk stílusának megfelelt ez a rendszer. A 18-19. századi építészetben kevésbé érvényesül.
A templomépítészetben ismert még az álbazilikális elrendezés is. Ez ugyancsak többhajós tér, a bazilikális elrendezésnek megfelelő kiemelkedő középhajóval, de a mellékhajók fölé emelkedő hosszfalain nincsenek ablakok, ezért nem kap természetes megvilágítást.